# الامتحان الصعب
الامتحان الصعب مسلسل اجتماعي جزائري من إنتاج التلفزيون الجزائري، وإخراج نزيم قايدي. تم عرضه عام 2006.

## نبذة
مسلسل الامتحان الصعب مسلسل اجتماعي يروي الصراعات المتجذرة بين طبقات المجتمع وكيفية استغلال الناس البسطاء المحتاجين من طرف الاغنياء في أعمال المتاجرة بالممنوعات، حكايا الحب والطمع، قصص الكره والحقد، روايات صراع الطبقات وحكايا الدنيا الاجتماعية في مسلسل الامتحان الصعب.

## الممثلون
- بهية راشدي
- مدني نعمون
- فريدة صابونجي
- عمار معروف
- مصطفى لعريبي
- لعمري كعوان
- زرزور طبال
- عبد الكريم بريبار
- سمير عبدون
- شافية بودراع
- سعاد سبكي
- احمد بومعد